# 山芹属
山芹属（学名：Ostericum）是伞形科下的一个属，为二年生或多年生草本植物。该属共有约10种，主要分布于朝鲜、日本和俄罗斯远东地区。